# Habib Mazini
 (janvier 2013).
Si vous disposez d'ouvrages ou d'articles de référence ou si vous connaissez des sites web de qualité traitant du thème abordé ici, merci de compléter l'article en donnant les références utiles à sa vérifiabilité et en les liant à la section « Notes et références ».
Habib Mazini est un écrivain et professeur d'université marocain, né à Settat en 1954.

## Biographie
Né en 1954 à Settat, il a un doctorat en sciences économiques de l'université de Montpellier.
Il a exercé en tant que professeur enseignant d'économie à l'université Hassan II de Casablanca et publie aussi bien romans, essais que des contes pour enfants. Lauréat du Prix Grand Atlas, il a été collaborateur de nombreux journaux et magazines. Très influencé par le cinéma pour lequel il voue une réelle passion, ses écrits intègrent ses histoires dans un schéma qui empruntent beaucoup au scénario. Du reste, beaucoup de ses intrigues tournent autour d'un  cadavre, prétexte à une enquête qui permet d'explorer la société.          
Ses romans sont autant de regards réalistes voire caustiques portés sur la société casablancaise et marocaine en général.
En littérature Jeunesse, ses écrits sont de petits romans et contes qui mettent en scène des animaux qui empruntent aux hommes défauts et vices.         

## Publications
- 2018 : Il était une fois des Jouets (Yomad)
- 2017 : Villa Australia (Marsam)
- 2016 : Le croquis du destin (Broc Jacquart)
- 2015 : La vieille sorcière et l'enfant (Marsam)
- 2014 : Querelle à Marrakech (Bojob)
- 2013 : Le patriote Irrévérencieux (La Croisée des Chemins)
- 2012 : La grande menace (Afrique- Orient)
- 2011 : La guerre des poubelles (Yanbow Al Kitab)
- 2011 : Bladi mon Amérique :(Yanbow Al Kitab)
- 2010 : Qui a tué le caniche (Marsam)
- 2007 : Le jardinier du Désert, roman (Éditions Afrique Orient)
- 2007 : L'œuf de Noé, conte pour enfants coécrit (Éditions Marsam)
- 2007 : La colère de petit nuage, conte pour enfants coécrit (Éditions Marsam)
- 2002 : Le Complexe du Hérisson (Éditions Tarik- Paris Méditerranée)
- 2000 : La faillite des sentiments (Éditions Afrique Orient)
- 1999 : La Révolte du 30 février (Éditions Yomad)
- 1999 : Le Règne de Poussin Premier (Éditions Yomad), conte pour enfants
- 1997 : La Vie en laisse (Éditions L'Harmattan)
- 1992 : La Basse cour des miracles

## Distinctions
- Lauréat du prix Grand Atlas en 2001.
- La médaille d'argent de l'Académie Arts-Sciences-Lettres de France en avril 2007, pour sa contribution à la promotion de la créativité et du talent marocain.